# 温蒂勒·科西尼
温蒂勒·科西尼（羅馬尼亞語：Vintilă Cossini，1913年11月21日—2000年6月24日），罗马尼亚男子足球运动员，司职中场。他曾代表罗马尼亚国家队参加1938年国际足联世界杯，结果队伍止步十六强。